# Kunisada

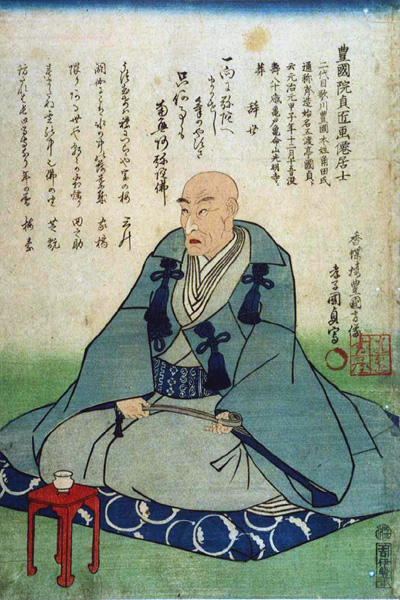
Tranh in chân dung của Utagawa Kunisada, 80 tuổi, ngày tháng 1 năm 1865. Bức chân dung tưởng niệm này được thiết kế bởi môn đồ của ông, Kunisada II, và là một trong những hình ảnh ít được biết đến về Kunisada.

Utagawa Kunisada (tiếng Nhật: 歌川 国貞; 1786 - 12 Tháng 1 năm 1865), còn được gọi là Utagawa Toyokuni III (三代 歌川 豊国Sandai Utagawa Toyokuni), là nghệ sĩ thiết kế tranh khắc gỗ ukiyo-e nổi tiếng và thành công nhất về mặt thương mại ở Nhật Bản vào thế kỷ 19. Danh tiếng của ông vượt xa những nghệ sĩ cùng thời như Hokusai, Hiroshige và Kuniyoshi.
Tuy có nhiều thiết kế về bijin-ga (tranh in mỹ nhân), nhưng yakusha-e (tranh in diễn viên kịch kabuki) mới là chuyên môn chính của ông, chúng chiếm khoảng 60% đến 70% trong tổng số hơn hai mươi nghìn bản in.
Kunisada bắt đầu sự nghiệp của mình với tư cách là học trò của Toyokuni I (1769-1825), rồi được thừa kế nghệ danh vào năm 1844 và trở thành Toyokuni III (三代歌川豊国). Mặc dù trải qua nhiều lần đổi tên, nhưng ông thường được biết đến là Kunisada hoặc Toyokuni III.

## Kunisada trong lịch sử nghệ thuật

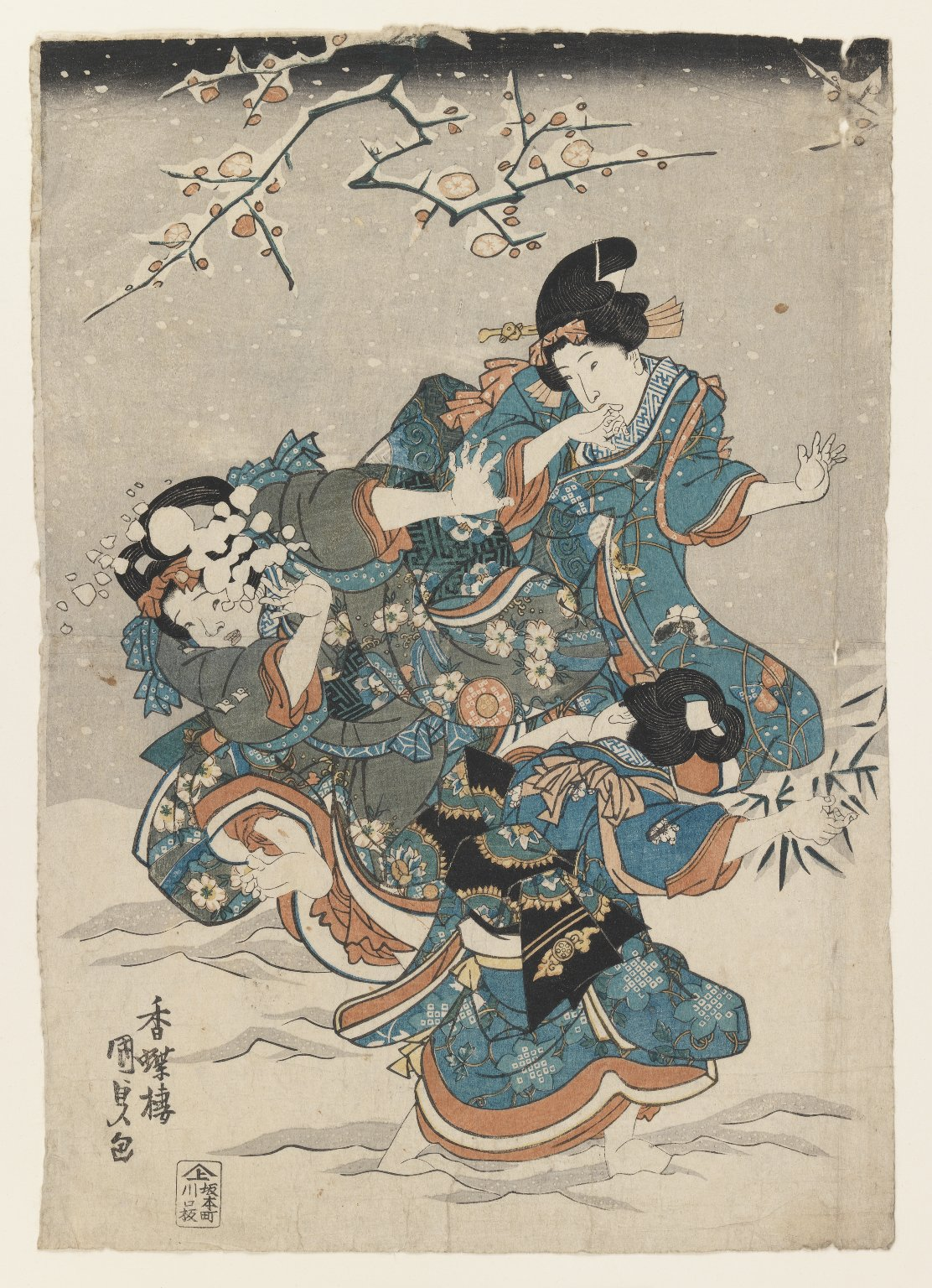
Cảnh tuyết

Vào cuối thời kỳ Edo (1603–1867), Hiroshige, Kuniyoshi và Kunisada là ba đại diện xuất sắc nhất trong giới tranh khắc gỗ màu ở Edo (thủ đô của Nhật Bản, nay là Tokyo). Kunisada còn là một trong những nghệ sĩ ukiyo-e thành công nhất về mặt thương mại, cùng với các tác phẩm của ông đều được nhiều người đương thời ngưỡng mộ. Tuy nhiên, ông không được giới phê bình phương Tây coi trọng đáng kể. Các tác phẩm của ông từng bị coi là "suy đồi", kém cỏi hơn so với lớp người đi trước của ukiyo-e cổ điển, điều này góp phần đáng kể vào sự sụp đổ của loại hình nghệ thuật này. Các nhà phê bình sau này đã miễn cưỡng công nhận thành tích trong công việc của ông, đặc biệt là ở giai đoạn sau. Một ví dụ về việc các nhà phê bình phương Tây thời kỳ đầu tỏ ra coi thường tác phẩm của Kusisada:
Nghệ sĩ vô cùng nổi tiếng này là một trong những người thành công nhất của trường phái ukiyo-e. Tuy nhiên, với tất cả sự phức tạp vô nghĩa trong thiết kế, sự thô ráp của màu sắc và sự bất cẩn trong quá trình in ấn, sự tận thế của nghệ thuật in màu được thể hiện đầy đủ trong thiết kế của ông.— Arthur Davison Ficke, Bàn về bản họa Nhật Bản (1915)

Phải mãi đến đầu những năm 1990, với sự xuất hiện của tổng quan nghệ thuật về Kunisada của Jan van Doesburg, và nghiên cứu sâu rộng của Sebastian Izzard về tác phẩm của ông, các góc nhìn mới bắt đầu được thay đổi, Kunisada bộc lộ rõ ràng là một trong những "người khổng lồ" của dòng tranh in Nhật Bản.

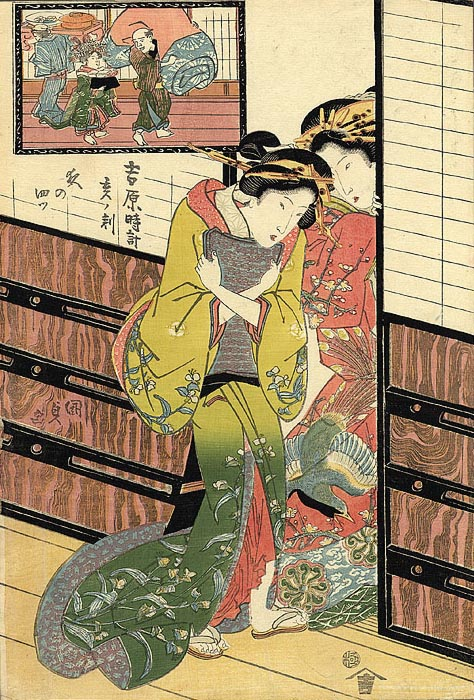
Giờ phút ở Yoshiwara,, từ một loạt bijin-ga nổi tiếng đầu tiên của Kunisada.

## Tiểu sử
Mặc dù không có nhiều chi tiết về cuộc đời của Kunisada, nhưng có một số ghi chép đã để lại các sự kiện cụ thể. Ông sinh năm 1786 tại Honjo, một quận phía đông của Edo. Tên khai sinh là Sumida Shōgorō IX (角田庄五,), hay còn được gọi là Sumida Shōzō (角田庄蔵). Gia đình ông sở hữu một dịch vụ phà nhỏ được cấp phép theo hình thức cha truyền con nối, thu nhập từ công việc kinh doanh này mang lại một sự đảm bảo tài chính cơ bản nhất định. Cha của ông, một nhà thơ nghiệp dư nổi tiếng, đã qua đời một năm sau khi ông chào đời. Từ thuở niên thiếu, Kunisada đã sớm phát triển năng khiếu hội họa và vẽ. Những bản phác thảo đầu tiên của ông vào thời điểm đó đã gây ấn tượng với Toyokuni, bậc thầy vĩ đại của trường phái Utagawa, nhà thiết kế nổi tiếng về kabuki và các bản in chân dung diễn viên. Vào năm 1800, Kunisada được Toyokuni I nhận làm học việc trong xưởng của ông. Để phù hợp với quan hệ thầy trò truyền thống của Nhật Bản, ông sau đó được đặt nghệ danh chính thức là "KUNI-sada", ký tự đầu tiên bắt nguồn từ phần thứ hai của tên "Toyo-KUNI".

Bản in đầu tiên của ông được biết đến là vào năm 1807; tuy nhiên đây có thể là một thiết kế riêng biệt và các bản in với kích thước đầy đủ chỉ bắt đầu xuất hiện từ năm 1809–1810. Năm 1808, ông bắt đầu công việc của một họa sĩ minh họa e-hon (sách minh họa bằng in mộc bản) và tiếng tăm của ông từ đây cũng nhanh chóng tăng lên. Năm 1809, từ các nguồn tài liệu đương thời, ông được gọi là "ngôi sao sáng giá" của trường Utagawa, và ngay sau đó ông được xếp chung với người thầy của mình Toyokuni trong lĩnh vực minh họa sách. Những bức chân dung kịch sĩ đầu tiên của Kunisada xuất hiện vào năm 1808 hoặc 1809. Được biết, loạt bản họa bijin-ga đầu tiên của ông và một loạt các cảnh quan đô thị thời Edo, xuất hiện đồng thời vào năm 1809. Đến năm 1813, ông đã trở thành một "ngôi sao" trong chòm sao nghệ thuật Edo; Từ những năm 1820, ông điều hành một xưởng in lớn, nơi thống trị ngành sản xuất bản in vào đầu thời Minh Trị. Một danh sách đương đại gồm những nghệ sĩ ukiyo-e quan trọng nhất đã xếp ông ở vị trí thứ hai sau Toyokuni I. Kunisada vẫn luôn giữa vai trò là "người tạo ra xu hướng" của nghệ thuật in khắc gỗ Nhật Bản cho đến khi ông qua đời vào đầu năm 1865.

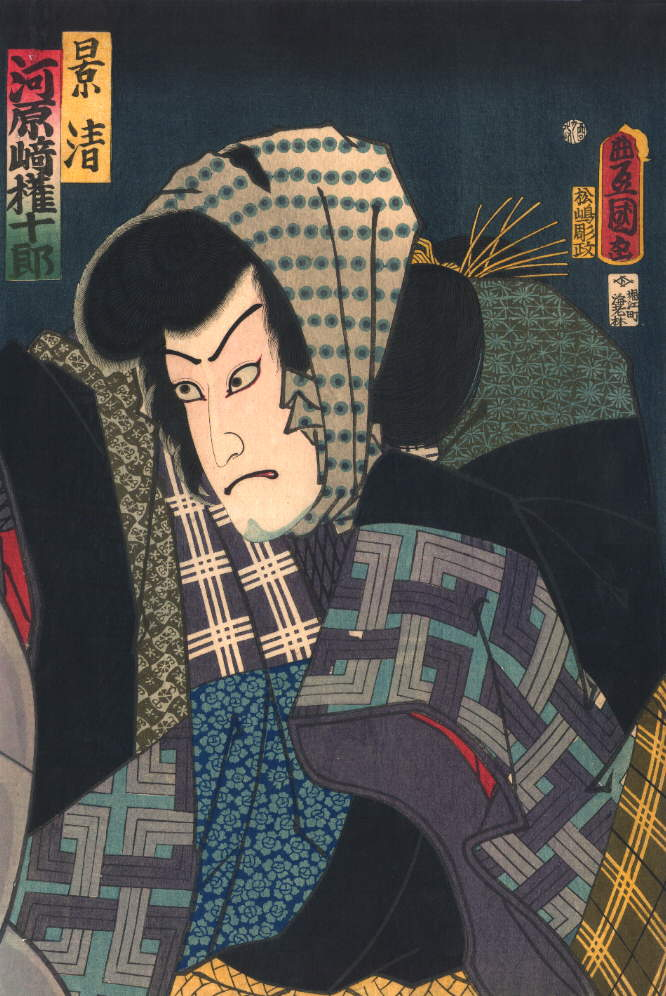
Chân dung của Kunisada về diễn viên kabuki Kawarazaki Gonjuro I (1861)

Bắt đầu từ khoảng năm 1810, Kunisada sử dụng tên xưởng in "Gototei", ám chỉ về công việc kinh doanh phà của cha ông. Cho đến năm 1842, chữ ký này xuất hiện trên gần như tất cả các thiết kế kabuki của ông. Khoảng năm 1825, tên xưởng in "Kochoro" xuất hiện, và thường được sử dụng trên các bản in không liên quan đến kabuki. Cái tên này là sự kết hợp giữa bút danh của họa sĩ bậc thầy Hanabusa Itcho và của người kế nhiệm ông Hanabusa Ikkei, người mà Kunisada đã có những nghiên cứu về phong cách hội họa mới vào khoảng năm 1824–1825. Năm 1844, cuối cùng ông được thừa kế tên của sư phụ Toyokuni I và trong một thời gian ngắn đã sử dụng chữ ký "Kunisada trở thành Toyokuni II". Bắt đầu từ năm 1844–1845, tất cả các bản in của ông đều được ký tên "Toyokuni", một phần có thêm các tên xưởng in làm tiền tố, chẳng hạn như "Kochoro" và "Ichiyosai". Những nghệ danh khác đã được liệt kê bao gồm Utagawa (Tsunoda), Fubō-sanjin, Fu-chōan, Gepparō, Hokubaiko, Ichiyūsai, Kinraisha và Tōjuen.
Mặc dù Kunisada tự gọi mình là "Toyokuni II", tuy nhiên, ông phải được coi là "Toyokuni III". Kunisada (Toyokuni III) dường như coi thường Toyoshige (Toyokuni II), và từ chối thừa nhận ông là người đứng đầu trường Utagawa sau khi sư phụ mất. Với tư cách một học trò xuất sắc nhất, Kunisada cảm thấy mình mới là người xứng đáng kế thừa tên từ sư phụ, và đồng thời cũng bày tỏ sự phản đối với Toyoshige, người mà rõ ràng đạt được vị trí này nhờ mối quan hệ gia đình.
Kunisada qua đời ở tuổi 78, ngày 15 tháng 12 năm Genji thứ nhất. Hầu hết các nguồn nhầm lẫn rằng điều này xảy ra vào năm 1864, mặc dù ngày này trong lịch Nhật Bản tương ứng với ngày 12 tháng 1 năm 1865, trong lịch Gregory. Kunisada qua đời trong cùng khu phố mà ông được sinh ra, được chôn cất tại Banshōin Kōunji, giống như Toyokuni và Kunisada II sau đó. Pháp danh Phật giáo của ông là Hōkokuin Teishōgasen Shinji.

## Sự nghiệp
Gần như ngay từ ngày đầu tiên hoạt động cho đến khi ông qua đời vào năm 1865, Kunisada đã là người đi đầu trong nghệ thuật in mộc bản của Nhật Bản. Luôn đi tiên phong trong thời đại của mình và phù hợp với thị hiếu của công chúng, ông liên tục phát triển phong cách của mình, đôi khi có thể thay đổi hoàn toàn và không tuân theo bất kỳ ràng buộc nào. Với năng suất làm việc phi thường của mình, ông thực hiện khoảng 14.500 thiết kế đã được kiểm chứng (các bộ đa liên họa được tính làm một) tương ứng với hơn 22.500 bản in riêng lẻ. Dựa trên những con số này, có thể Kunisada đã thực sự tạo ra từ 20.000 đến 25.000 thiết kế cho các bản in khắc gỗ trong suốt cuộc đời của mình (tức là 35.000 đến 40.000 bản in lẻ). Với những tác phẩm về cuối đời, đã được ông ghi lại tuổi của mình kèm chữ ký trên bản in.

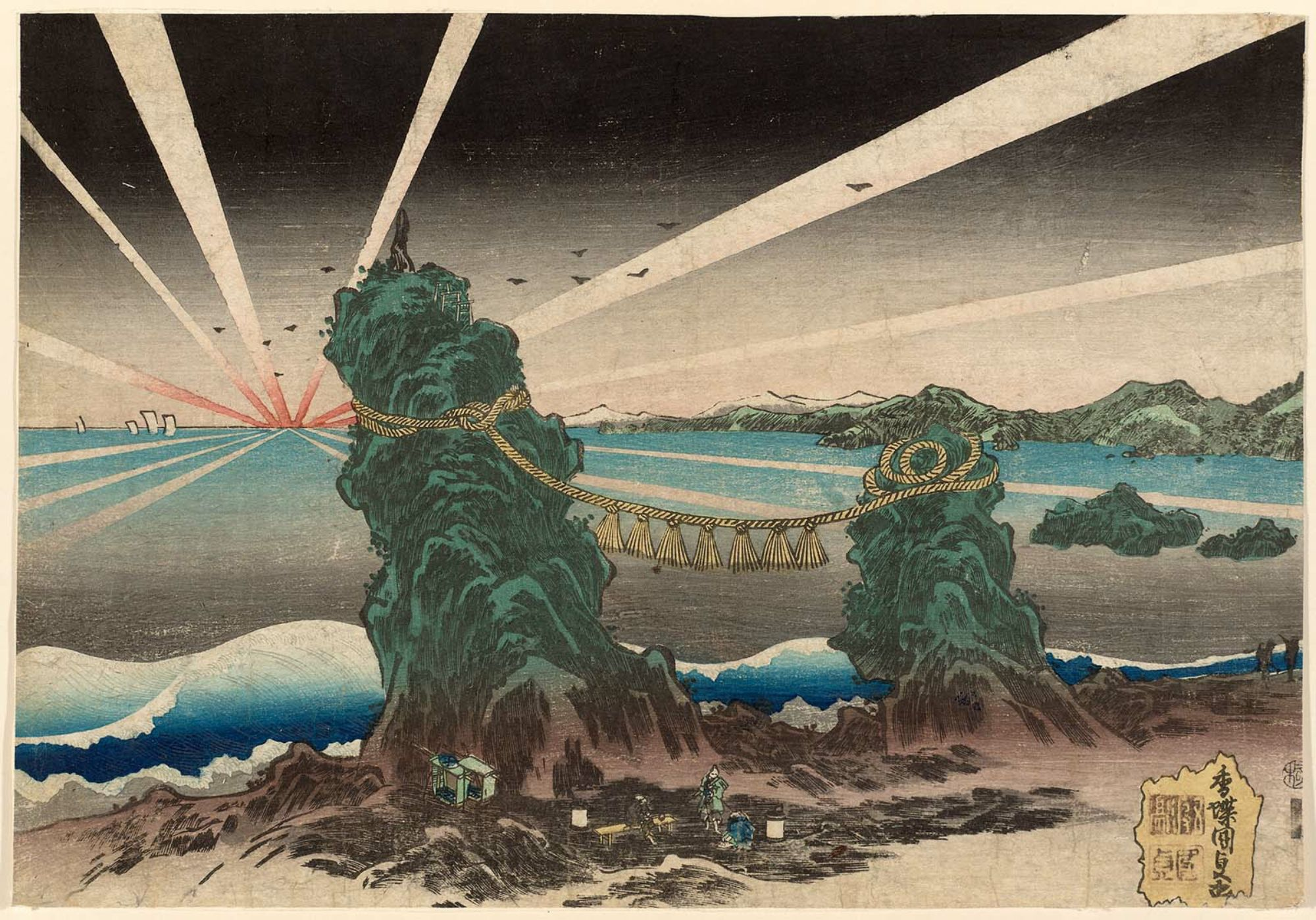
Bình minh ở Futamigaura, bản in cảnh biển của Kunisada, k. 1830

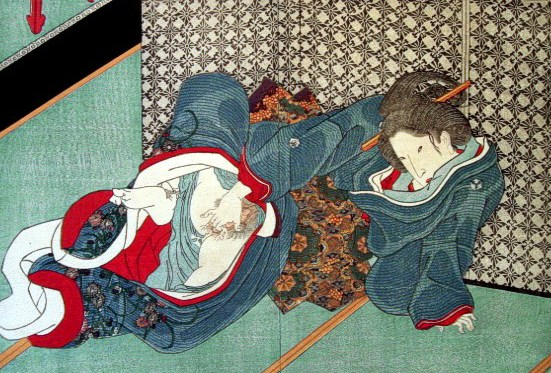
Bản họa khiêu dâm "Shunga" của Kunisada

Theo khuôn mẫu truyền thống của trường phái Utagawa, chủ đề chính mà Kunisada hướng tới là kabuki và tranh in diễn viên kịch, thể loại này chiếm khoảng 60% các thiết kế của ông. Tuy nhiên, ông cũng rất tích cực trong đề tài bijin-ga (chiếm khoảng 15% các tác phẩm hoàn chỉnh) với tổng lượng sản phẩm cao hơn nhiều so với bất kỳ nghệ sĩ nào khác cùng thời. Từ năm 1820 đến năm 1860 cũng là mốc thời gian ông thống trị thị trường tranh chân dung các đô vật sumo. Trong một thời gian dài (1835–1850), Kunisada độc quyền gần như hoàn toàn về thể loại tranh in liên quan đến Truyện kể Genji; chỉ đến sau năm 1850, các nghệ sĩ khác mới bắt đầu có những thiết kế tương tự. Đáng chú ý là số lượng bản in surimono của ông, chúng là những thiết kế gần như độc quyền trước năm 1844, có rất ít nghệ sĩ nổi tiếng hơn trong lĩnh vực này.

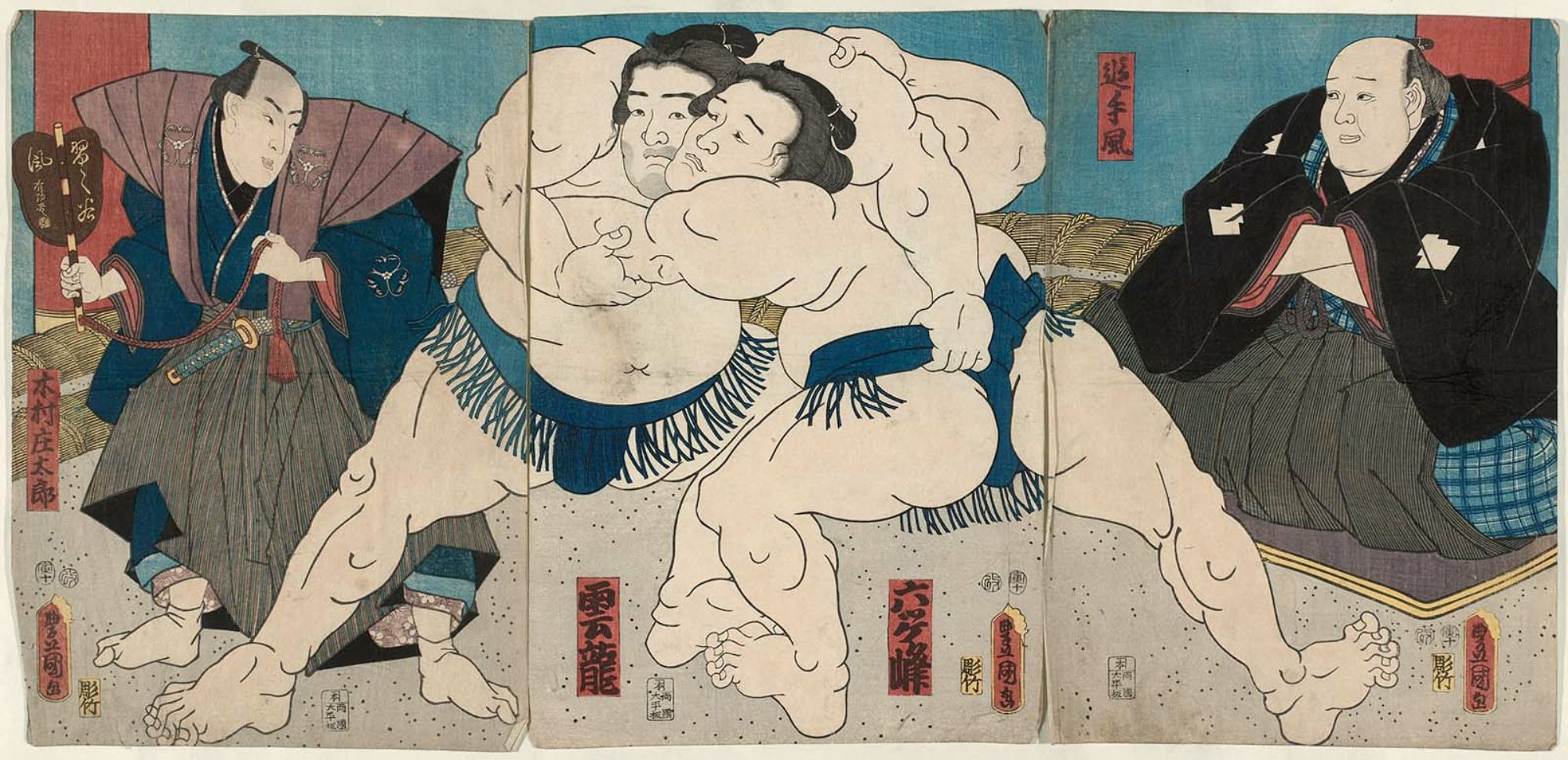
Cảnh đấu vật sumo, bộ tam liên họa của Kunisada, k. 1851

Có những bức tranh của Kunisada được tư nhân ủy quyền ít được biết đến, nhưng vẫn có thể ngang hàng với tác phẩm của những bậc thầy ukiyo-e khác. Hoạt động của ông với trong vai trò họa sĩ tranh minh họa sách cũng chưa được khám phá nhiều. Trong lĩnh vực e-hon (sách minh họa bằng in mộc bản), năng suất của ông cũng không kém cạnh so với ở bản in khổ lớn, đáng chú ý trong số đó phải kể đến những bức shunga, xuất hiện trong nhiều cuốn sách mà ông thực hiện. Do sự kiểm duyệt mà chúng chỉ được ký bằng bí danh là "Matahei". Tranh in phong cảnh và musha-e (tranh in chiến binh samurai) của Kunisada rất hiếm, chỉ có khoảng 100 thiết kế được biết đến ở mỗi thể loại. Ông đã nhường lại chúng cho những người cùng thời là Hiroshige và Kuniyoshi, hai nghệ sĩ rất nổi tiếng trong hai thể loại này.
Giữa những năm 1840 và đầu những năm 1850 là thời kỳ tăng trưởng, khi mà các bản in khắc gỗ có nhu cầu tiêu thụ cao ở Nhật Bản. Trong thời gian này Kunisada đã hợp tác với một trong hai hoặc cả Hiroshige và Kuniyoshi trong ba bộ tác phẩm lớn cũng như một số dự án nhỏ hơn. Sự hợp tác này phần lớn có động cơ chính trị nhằm thể hiện sự đoàn kết chống lại các quy định kiểm duyệt gắt gao của Cải cách Tenpō. Cũng bắt đầu vào khoảng giữa những năm 1850, có nhiều loạt bản họa trong đó các phần riêng lẻ của thiết kế (và đôi khi là các tờ hoàn chỉnh) được ký bởi các học viên của Kunisada; điều này được thực hiện với mục đích quảng bá công việc cho những học viên của ông. Những cái tên đáng chú ý trong số đó là Toyohara Kunichika, Utagawa Sadahide và Utagawa Kunisada II.

### Trích dẫn
- Tinios, Ellis (tháng 12 năm 1991). "Kunisada and the Last Flowering of "Ukiyo-e" Prints". Print Quarterly. Quyển 8 số 4. Print Quarterly Publications. tr. 342–362. JSTOR 41824668.

## Liên kết ngoại
- The Utagawa Kunisada Project Overview of Kunisada's work with thousands of pictures, series titles, lists of actors and kabuki dramas portrayed by Kunisada, and detailed study of his artistic names and signatures. During his lifetime, he produced a staggering number of prints, so that even a partial list  includes nearly 1,000 series.
- Kunisada